# Дворец Дария в Сузах

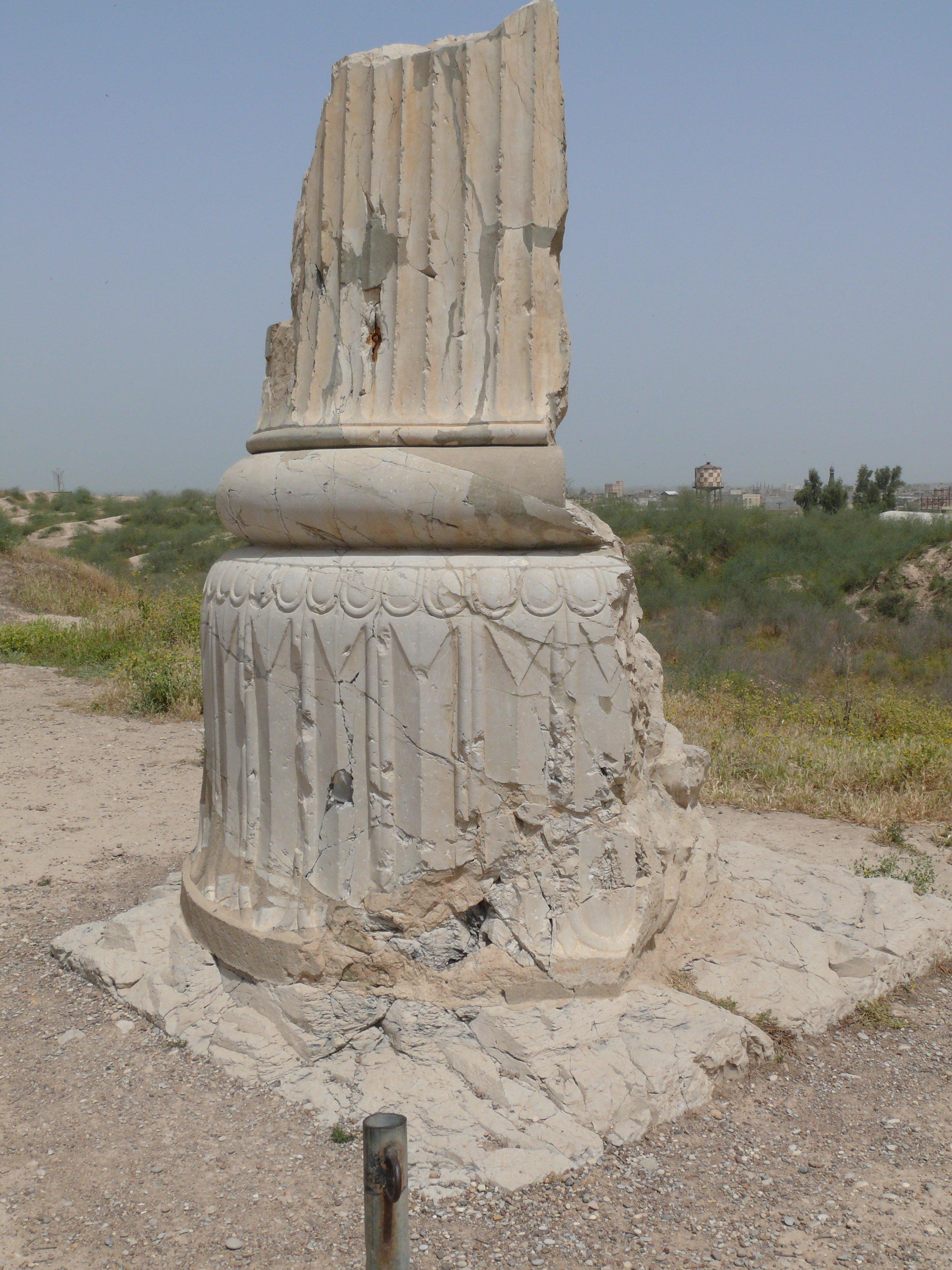
Фрагмент колонны дворца

Дворец Дария ― несохранившийся дворцовый комплекс в Сузах, одном из древнейших городов мира, столице державы Ахеменидов.
Его строительство началось по приказу Дария I, параллельно с аналогичным дворцом в Персеполе, и было завершено при Ксерксе I.

## Описание
Дворец был расположен на искусственно созданной платформе высотой 15 метров и площадью 100 га. Дворцовый комплекс включал в себя сам дворец, большой зал для приёмов и монументальные ворота. Между этими строениями был крытый проход (пропилеи).
Стены дворца были сделаны из кирпича, а его колонны ― из камня. На стенах дворца были изображены бессмертные воины и крылатые львы.
Этот дворец был разрушен в результате нашествия Александра Македонского, как и большинство других дворцов эпохи Ахеменидов.